# Edgar Bergen
Edgar Bergen (ur. 16 lutego 1903, zm. 30 września 1978) – amerykański aktor filmowy i telewizyjny. Znany brzuchomówca.

## Filmografia
Filmy
- 1931: The Eyes Have It jako Dr. Wilbur Grant
- 1941: Look Who's Laughing jako Edgar Bergen
- 1965: One Way Wahini jako Sweeney
- 1971: The Homecoming: A Christmas Story jako Dziadek Zebb Walton
- 1976: Won Ton Ton - pies który ocalił Hollywood jako Prof. Quicksand

seriale
- 1947: Kraft Television Theatre
- 1961: The Dick Powell Show jako Dr. Coombs
- 1964: Voyage to the Bottom of the Sea jako Dr. Arthur Kenner

## Wyróżnienia
Posiada swoją gwiazdę na Hollywoodzkiej Alei Gwiazd.

## Dodatkowe informacje
Postać Edgara Bergena, a także wielu innych przedwojennych amerykańskich aktorów, pojawiła się w filmie animowanym The Autograph Hound z 1939, gdzie Kaczor Donald włamuje się do studia filmowego, aby zdobyć autografy.